# Chris Brown (album)
Chris Brown – debiutancki album studyjny amerykańskiego wokalisty R&B Chrisa Browna, którego premiera odbyła się 29 listopada 2005 roku. Wydawnictwo ukazało się nakładem Jive Records. Płyta osiągnęła spory sukces komercyjny, sprzedając się w nakładzie przekraczającym dwa miliony egzemplarzy, otrzymując status podwójnej platyny przyznany przez stowarzyszenie RIAA. Album ponadto został nominowany do Nagrody Grammy w kategorii Nagroda Grammy: Najlepszy album - współczesne R&B. Piosenkarz także został nominowany w kategorii Najlepszy nowy artysta.
Album zadebiutował na szczycie amerykańskiej listy sprzedaży Top R&B/Hip-Hop Albums oraz na 2. miejscu notowania Billboard 200.

## Lista utworów
| Nr  | Tytuł utworu                                        | Producent                    | Długość |
| --- | --------------------------------------------------- | ---------------------------- | ------- |
| 1.  | „Intro”                                             | Eddie Hustle                 | 0:56    |
| 2.  | „Run It!” (gości. Juelz Santana)                    | Storch, Garrett              | 3:49    |
| 3.  | „Yo (Excuse Me Miss)”                               | Dre & Vidal                  | 3:49    |
| 4.  | „Young Love”                                        | The Underdogs, Dixon         | 3:38    |
| 5.  | „Gimme That”                                        | Storch, Garrett              | 3:06    |
| 6.  | „Ya Man Ain't Me”                                   | The Underdogs, Dixon         | 3:34    |
| 7.  | „Winner”                                            | Cox, WyldCard                | 4:04    |
| 8.  | „Ain't No Way (You Won't Love Me)”                  | Garrett, Oak                 | 3:23    |
| 9.  | „What's My Name?” (gości. Noah)                     | Cool & Dre                   | 3:52    |
| 10. | „Is This Love?”                                     | The Underdogs                | 3:17    |
| 11. | „Poppin'”                                           | Dre & Vidal                  | 4:25    |
| 12. | „Just Fine”                                         | Bennett, Winans, Lawrence    | 3:52    |
| 13. | „Say Goodbye”                                       | Cox                          | 4:49    |
| 14. | „Run It! (Remix)” (gości. Bow Wow & Jermaine Dupri) | Dupri, Storch, LRoc, Garrett | 4:04    |
| 15. | „Thank You”                                         | Taylor                       | 4:27    |
| 16. | „Gimme That (Remix)” (gości. Lil Wayne)             | Storch                       | 3:56    |
|     |                                                     |                              | 59:01   |